# Svazek obcí Kamenné vrchy
Svazek obcí Kamenné Vrchy je dobrovolný svazek obcí v okresu Cheb, jeho sídlem jsou Luby a jeho cílem je regionální rozvoj. Sdružuje celkem 10 obcí a byl založen v roce 2003.

## Obce sdružené v mikroregionu
- Křižovatka
- Luby
- Milhostov
- Nebanice
- Nový Kostel
- Odrava
- Plesná
- Skalná
- Třebeň
- Velký Luh